# Хіросімський меморіальний «Парк Миру»

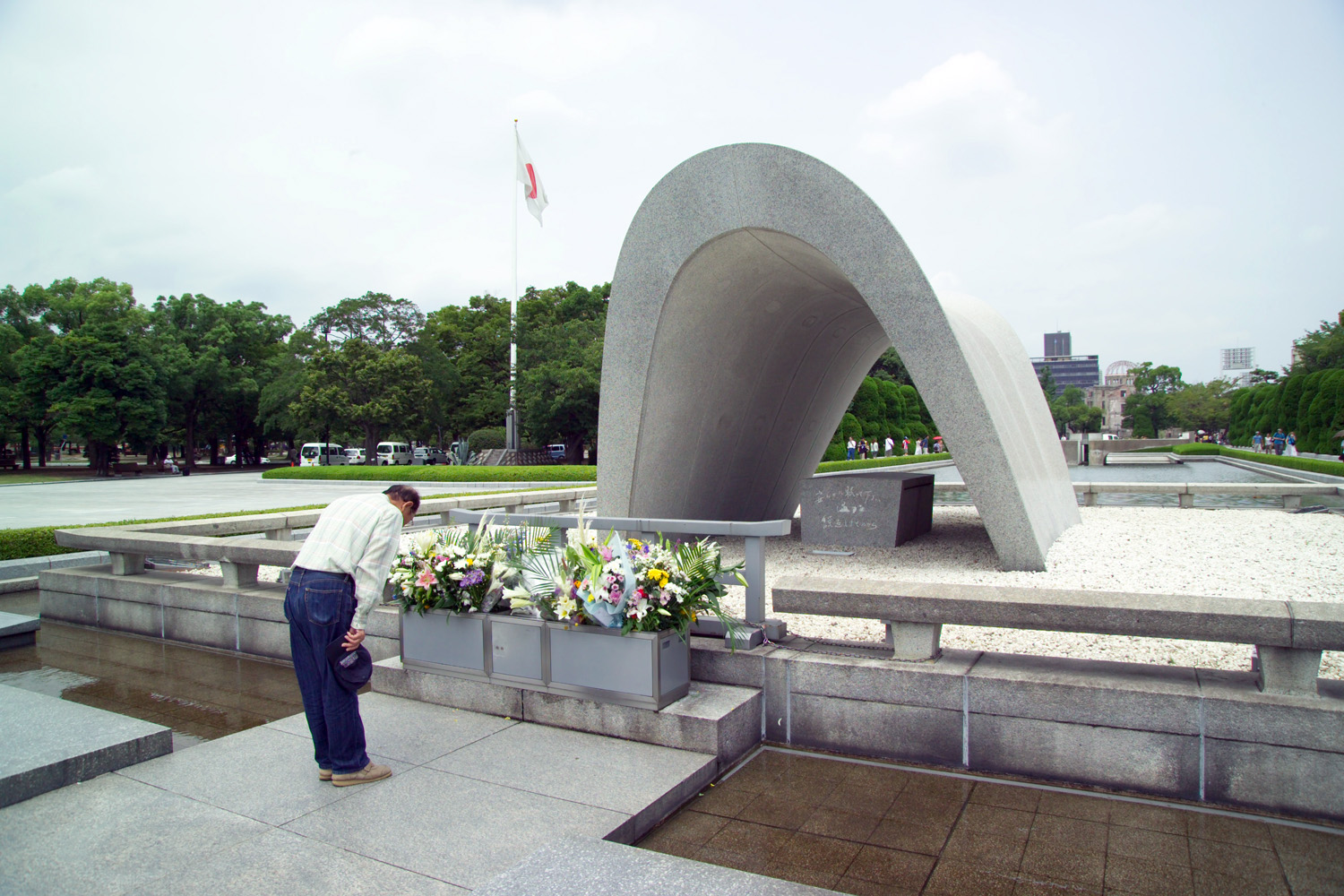
Центральна частина парку — кенотафій

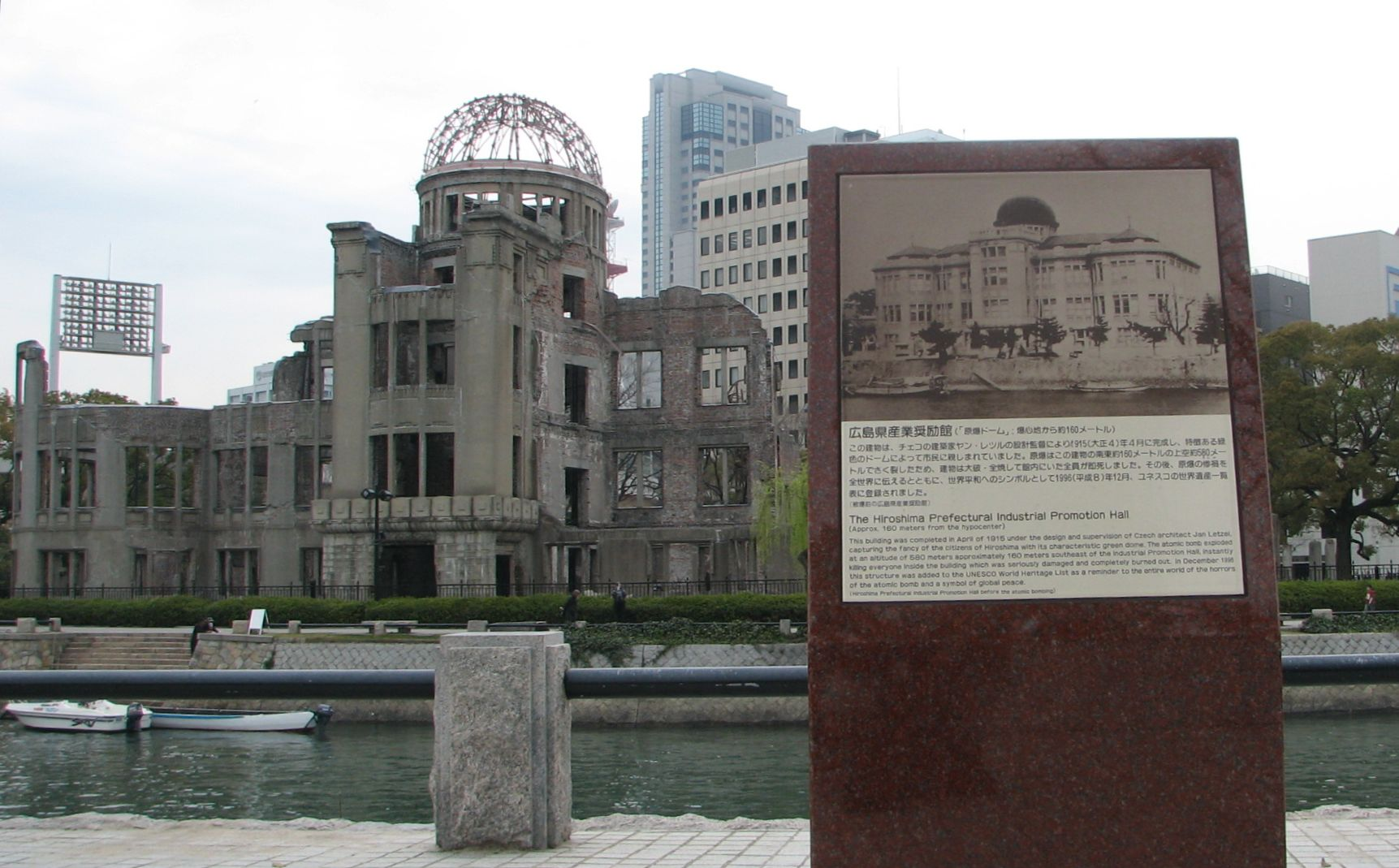
Купол А-бомбардування

Хіросімський меморіальний «Парк Миру» (яп. 広島平和記念公園 — Хіросіма хейва кінен коен) — парк у центрі міста Хіросіма, Японія. Присвячений спадщині Хіросіми як першого міста у світі, що постраждало від ядерної атаки. У парку розташовані пам'ятники та будівлі, які призначені відображати різні сторони бомбардування.

## Купол А-бомбардування
Купол атомного бомбардування — скелетоподібні руїни колишнього «Дому сприяння промисловості». Це найближча частково вціліла до епіцентру вибуху споруда. Її збережено у тому ж вигляді після бомбардування як нагадування про катастрофу. Це найвідоміша споруда парку.

## Фотографії монументів парку

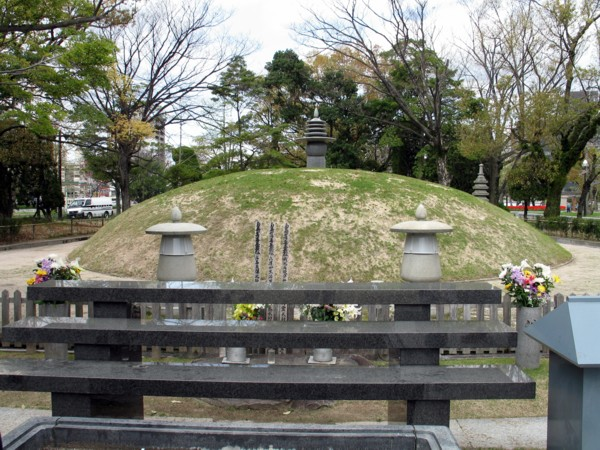
Меморіальний курган А-бомби, вкритий травою пагорб, який містить прах 70,000 неопізнаних жертв бомбардування
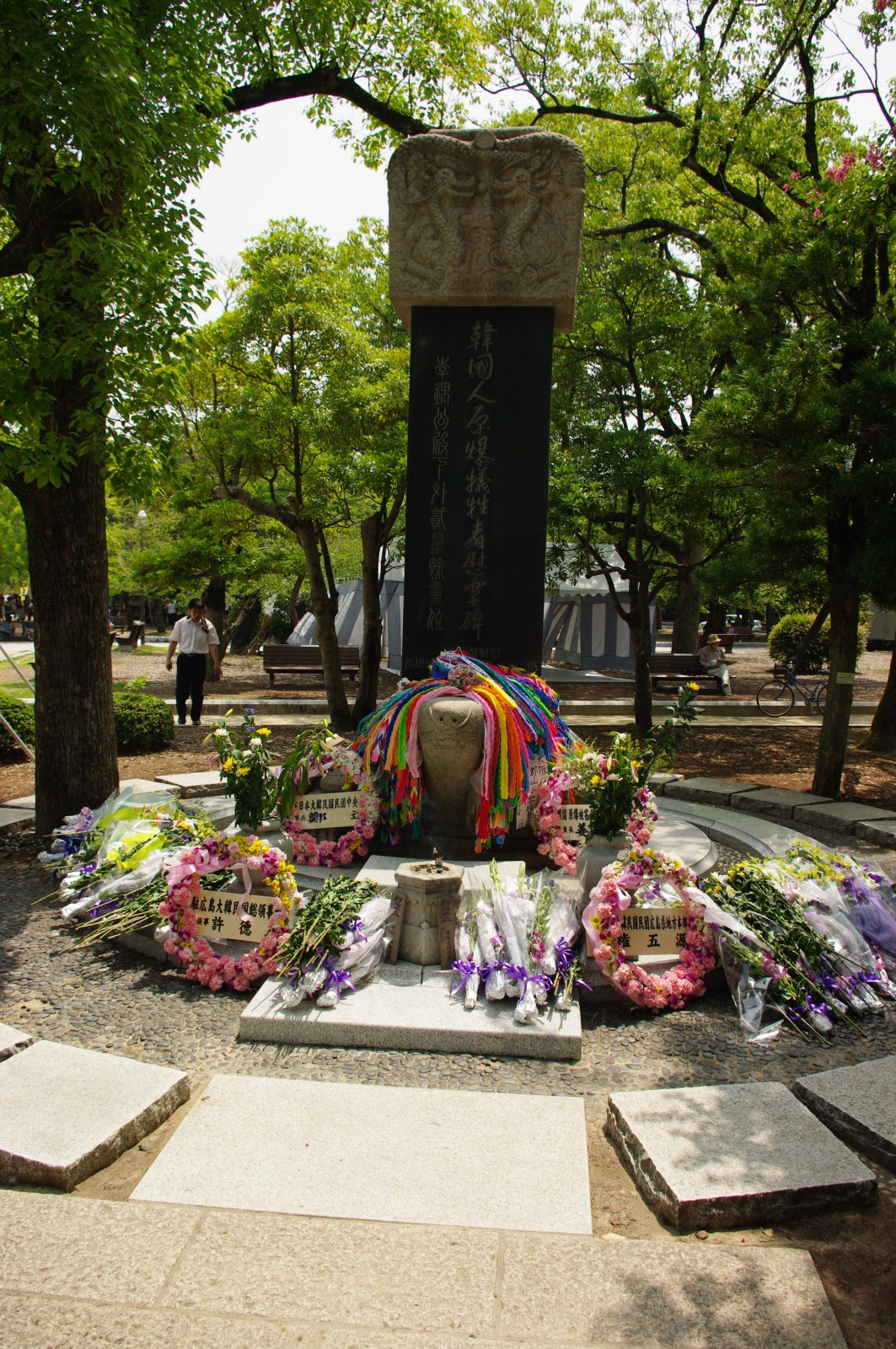
Кенотафій корейських жертв
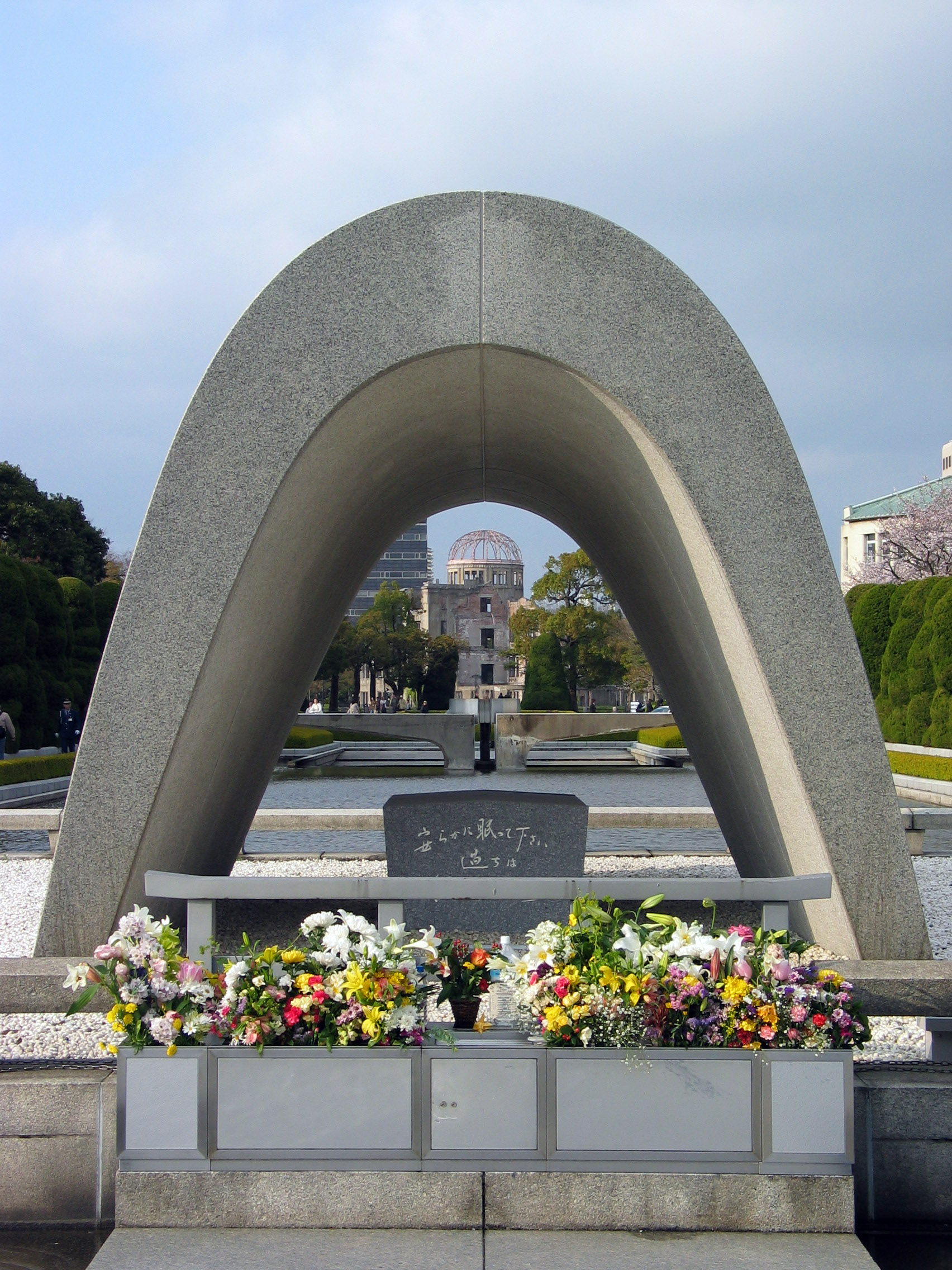
Меморіальний кенотафій, захищений бетонною аркою
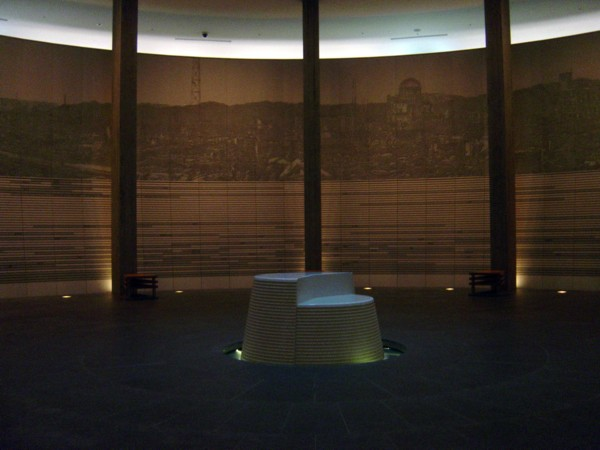
Зал Пам'яті
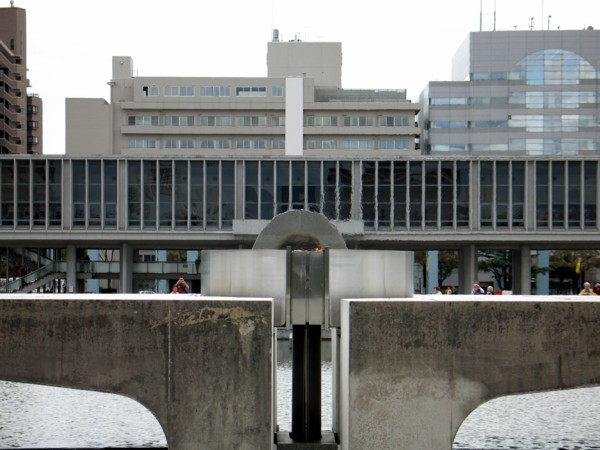
Полум'я миру на фоні Меморіального музею миру
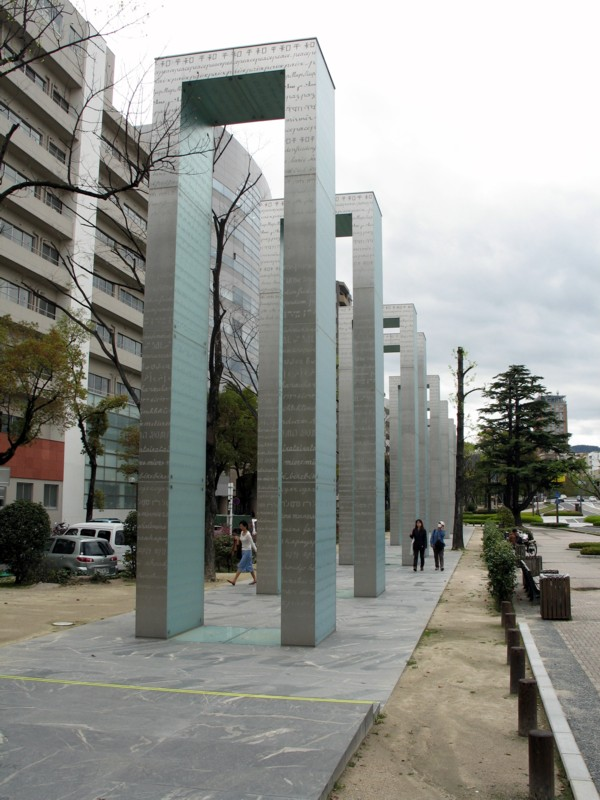
Ворота миру. Шість воріт, на яких написано слово «мир» вісімдесятьма чотирма мовами світу
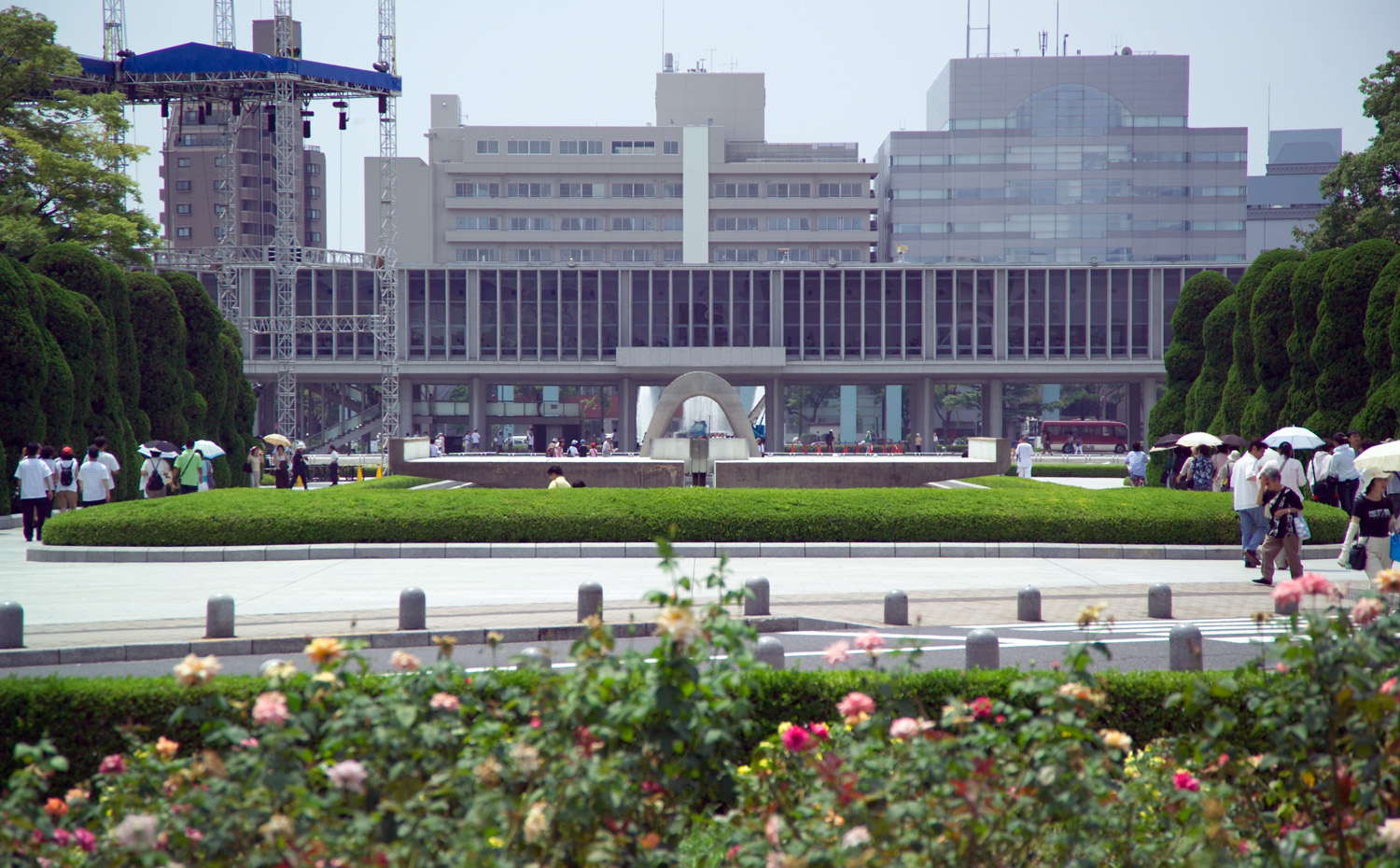
Перспектива на Музей Миру і Кенотафій
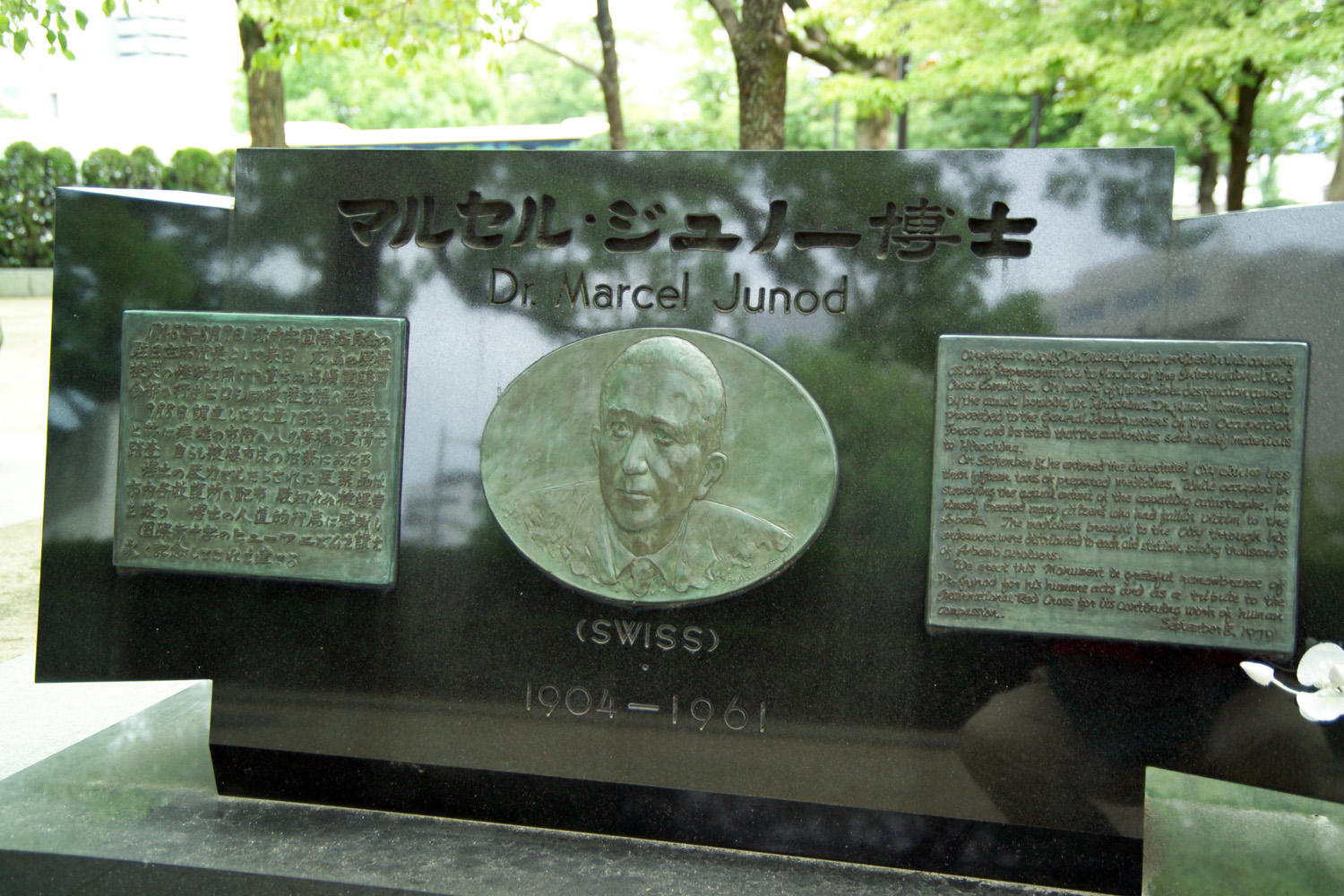
Пам'ятник швейцарському лікарю Марселю Жюно
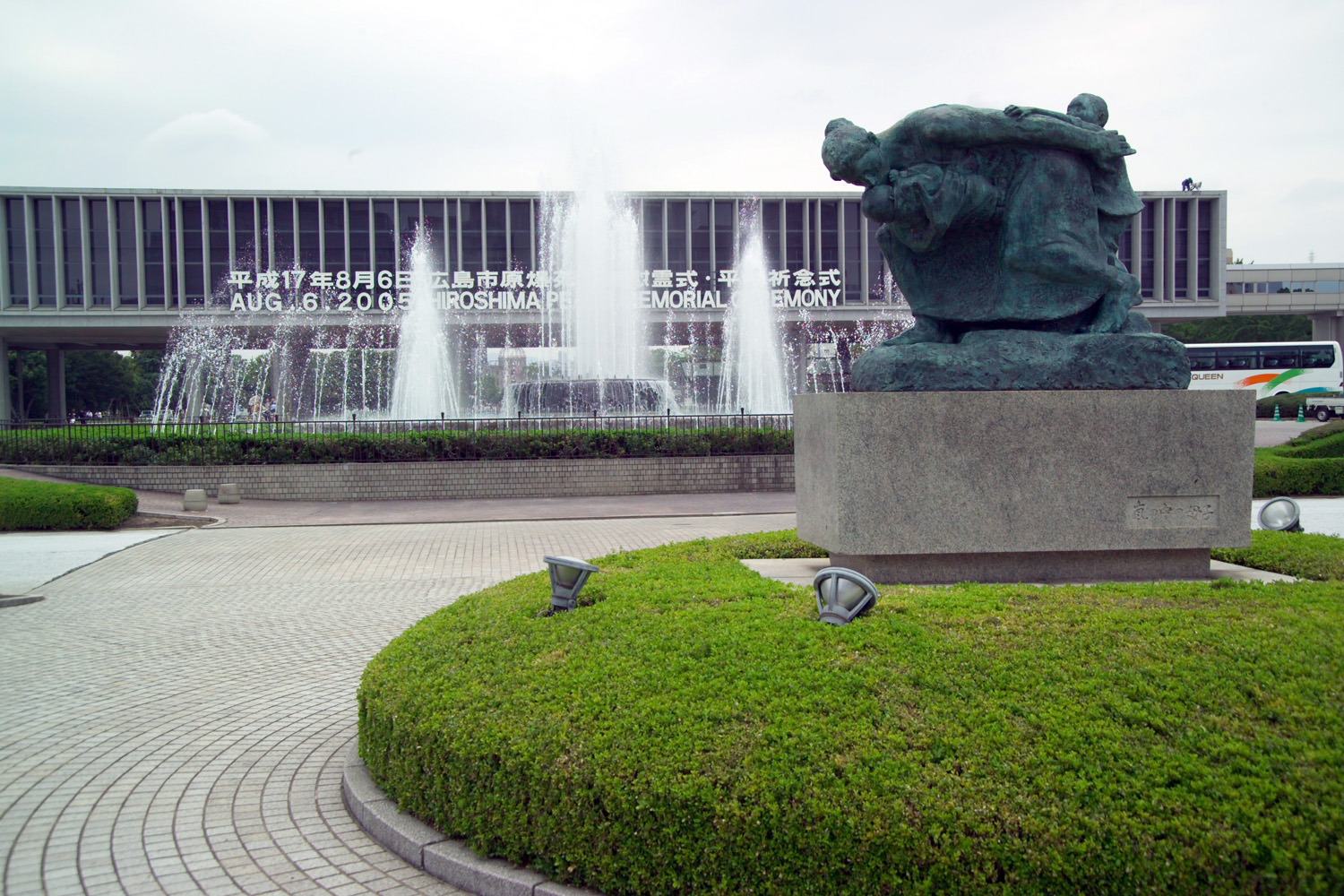
Статуя матері і дитини у штормі
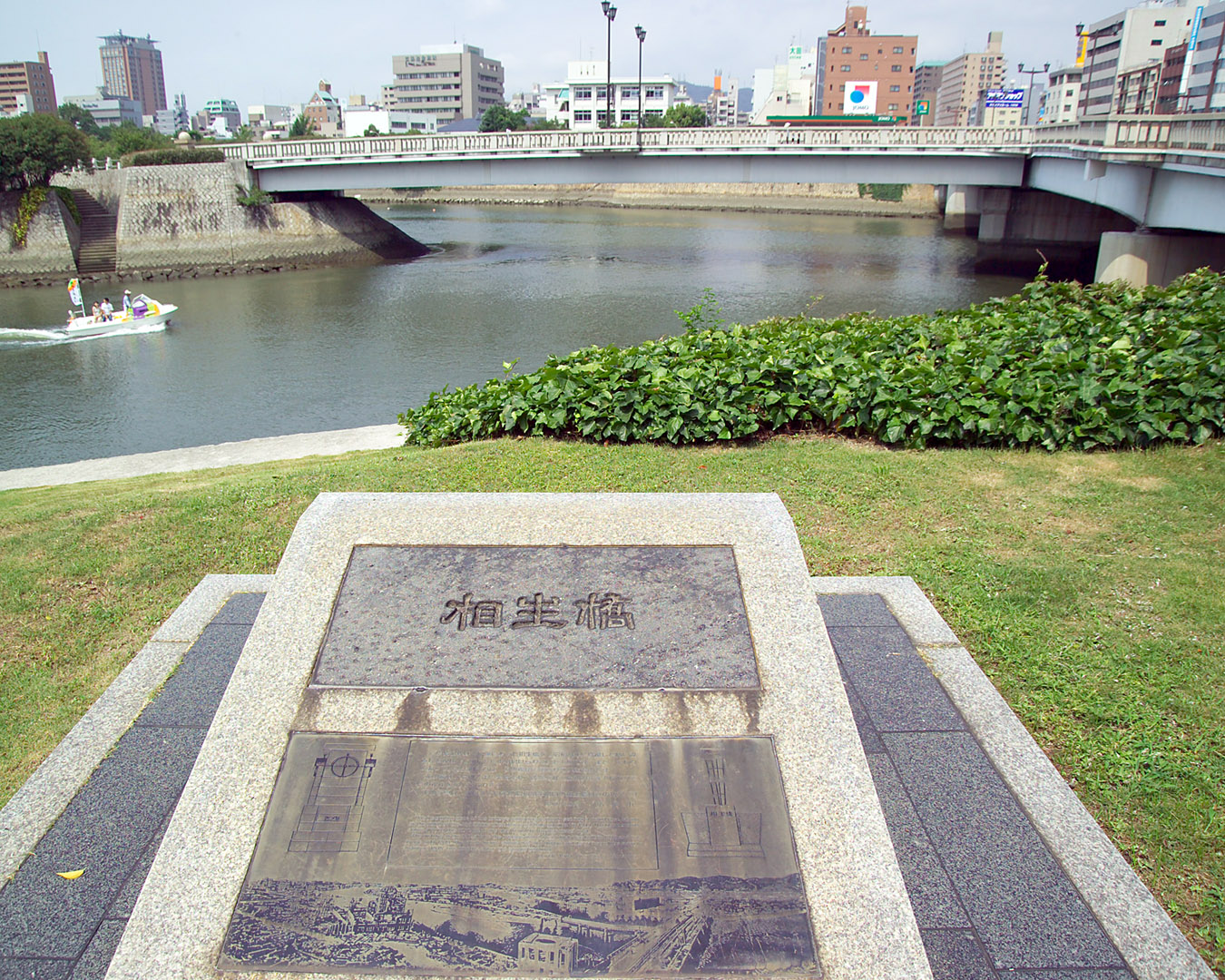
Т-подібний міст Аіойбасі (яп. 相生橋), об'єкт прицілювання бомбардувальника «Еола-гей»
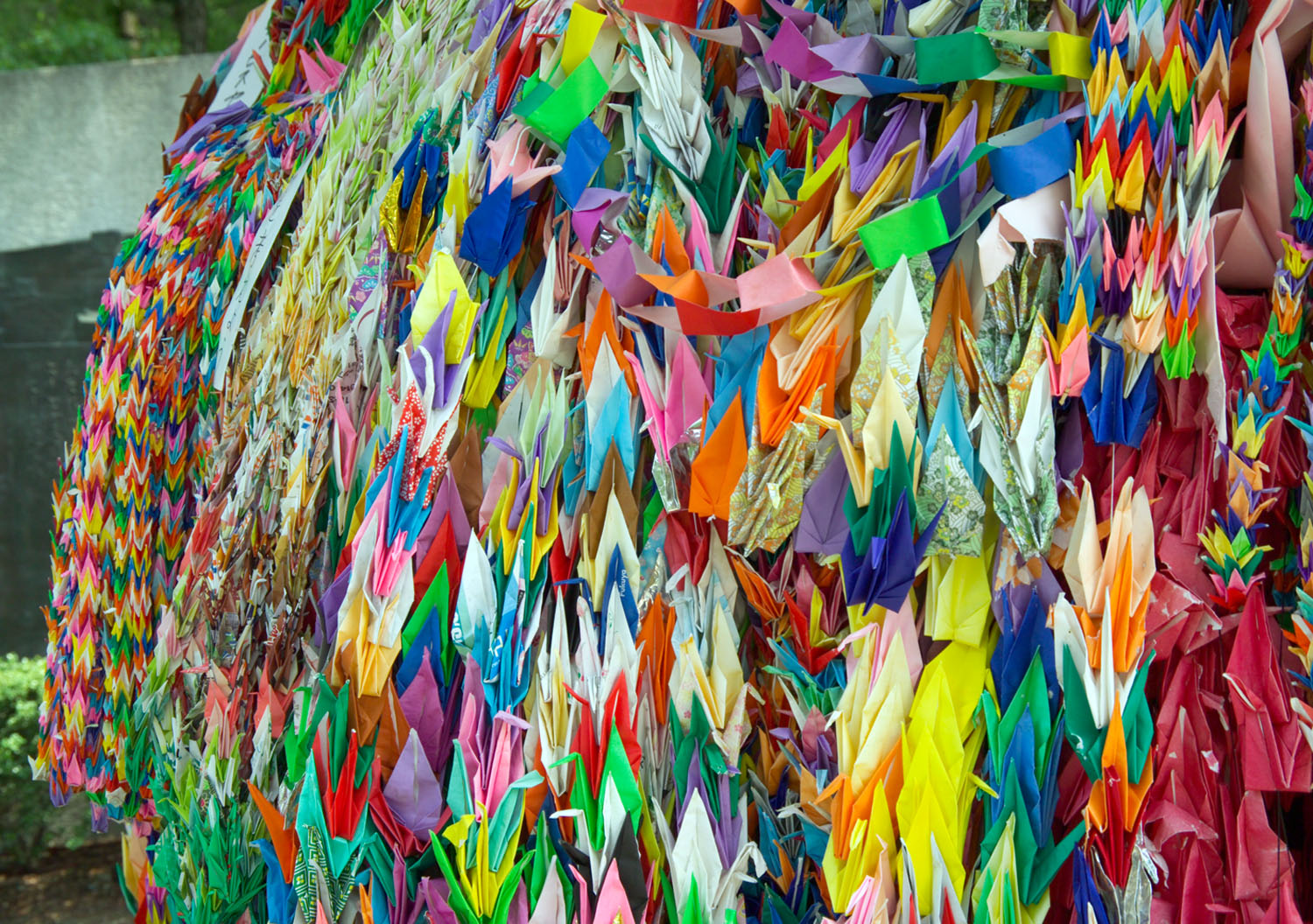
Паперові журавлики — симовлічні молитви за мир